# X-Wing vs. TIE Fighter
X-Wing vs. TIE Fighter är ett datorspel från Lucasarts och Totally Games som släpptes 1997. Rymdskeppssimulering som gick ut på att man, som rebell eller imperiesoldat skulle flyga uppdrag i George Lucas filmuniversum Star Wars.
Spelet släpptes endast till dator och fick ett tillägg. X-Wing vs. Tie Fighter: Balance of Power med extra uppdrag.

## Minimumkrav
- Windows 95/98 (Modernare datorer med Windows XP kan ha problem med spelet)
- Intel Pentium 90 MHz-processor
- 16 MB RAM
- 79 MB Fritt lagringsutrymme på disk
- 2x CD-ROM-läsare
- Direct X 3.0a